# Brachycephalus didactylus
Espèce
Synonymes
- Psyllophryne didactyla Izecksohn, 1971

Statut de conservation UICN

 LC  : Préoccupation mineure
Brachycephalus didactylus est une espèce d'amphibiens de la famille des Brachycephalidae.

## Répartition
Cette espèce est endémique du Brésil. Elle se rencontre dans le centre de l'État de Rio de Janeiro et dans la Serra das Torres en Espírito Santo.

## Description
Cette espèce mesure de 7 à 10 mm

## Publication originale
- Izecksohn, 1971 : Novo genero e nova especie de Brachycephalidae do estado do Rio de Janeiro, Brasil. Boletim do Museu Nacional, Nova Série, Zoologia, vol. 280, p. 1-12.